# Joseph Henry

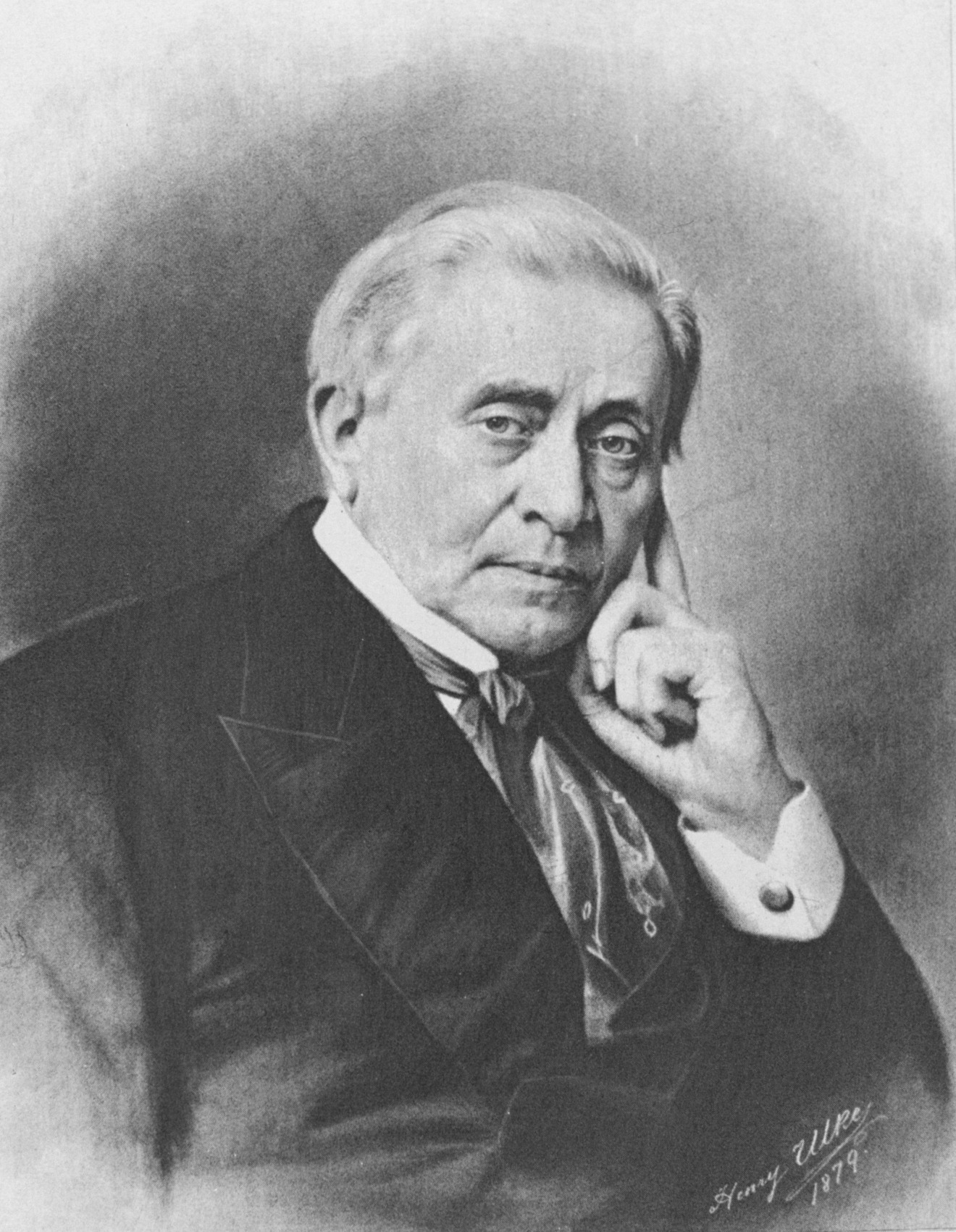
Joseph Henry

Joseph Henry (Albany (New York), 17 december 1797 – Washington D.C., 13 mei 1878) was een Amerikaans natuurkundige en uitvinder van het relais.

## Biografie
Henry werd geboren in Albany als zoon van de Schotse immigranten Ann Alexander Henry (1760-1835) en William Henry (1764-1811). Zijn ouders waren arm en Henry verloor zijn vader toen hij nog een kleuter was. Noodgedwongen bracht hij de rest van zijn jeugd door bij zijn grootmoeder in Galway, waar hij ook naar school ging. Na schooltijd werkte hij in een kruidenierszaak en op zijn dertiende werd hij leerling uurwerkmaker en zilversmid.
In 1819 ging hij naar de Albany Academy, een jongensschool waar hij gratis onderwijs kreeg. Desondanks had hij zo weinig geld dat hij in zijn eigen levensonderhoud moest voorzien door les te geven en zich te verhuren als privéleraar. Zijn oorspronkelijk doel was om geneeskunde te studeren, maar in 1824 kreeg hij een baantje als assistent-technicus bij het in kaart brengen van een rijkskanaal dat werd aangelegd tussen de Hudson en Lake Erie. Vanaf dat moment was hij alleen nog maar geïnteresseerd in een carrière in de civiele dan wel mechanische techniek.
Henry was een uitmuntend student en in 1826 werd hij benoemd tot professor wiskunde en filosofie aan de Albany Academy. In deze positie begon hij met het bestuderen van elektromagnetisme. Zijn opgedane ervaringen als leerling uurwerkmaker kwamen hierbij goed van pas bij het maken van batterijen en de benodigde instrumentatie. In 1829 introduceert hij de eerste praktische toepassing van de lineaire elektromotor gebaseerd op het concept bedacht door Michael Faraday. In 1831 demonstreert hij een prototype van de telegraaf.
Tussen 1832 en 1848 was hij als professor natuurfilosofie verbonden aan de Universiteit van Princeton in New Jersey. Hij speelde daarna een belangrijke rol in een aantal wetenschappelijke instituten in de Verenigde Staten. In 1848 werd Henry de eerste secretaris van het pas opgerichte Smithsonian Institution in Washington D.C. In de lente van 1863 was Henry een van de oprichters van de National Academy of Sciences en diende hij – na Alexander Dallas Bache – als voorzitter ervan begin 1867. Tot aan zijn overlijden in 1878 gaf hij leiding aan zowel de wetenschapsacademie als het Smithsonian Institution.
Onafhankelijk van en ongeveer gelijktijdig met Faraday beschreef hij de inductiewet en gaf hij Alexander Graham Bell het advies om diens idee, de telefoon, verder uit te werken. De SI-eenheid voor zelfinductie en wederkerige inductie, de Henry (H), is naar hem vernoemd.

## Relais
In de beginfase van de elektrotechniek moesten elektrische apparaten in- en uitgeschakeld worden door handbediende schakelaars. Door de hoge elektrische spanningen en grote stromen konden enorme vonken ontstaan en bestond de kans dat de persoon die de schakelaar moest omzetten een dodelijke schok kreeg. Voor dit probleem wilde Henry een oplossing vinden; door gebruik te maken van de elektromagneet van William Sturgeon.
Om kortsluiting tussen de stroomvoerende draden te voorkomen bedekte Henry de koperen draden met een isolerende laag. Zijn eerste isolatiemateriaal waren repen stof van de onderrokken van zijn vrouw. Hierdoor konden de windingen dichter en in meerdere lagen gewikkeld worden, waardoor het magnetisch effect sterk toenam. Op deze wijze bouwde hij in 1831 een elektromagneet die een magnetisch veld levert dat 400 keer sterker was dan dat van Sturgeon en een gewicht kon tillen van 680 kilo.
Met zijn elektromagneet kon hij met een relatief kleine stroom een groot metalen gewicht optillen en het was dit principe dat hij gebruikte om een schakelaar te maken die veilig en betrouwbaar was om een stroomcircuit in en uit te schakelen. In 1835 had hij zijn uitvinding; het relais. Met behulp van een elektromagneet gevoed uit een zwakstroombron, wordt een metalen anker aangetrokken. De beweging van dit anker zorgt er vervolgens voor dat de sterkstroomschakelaar wordt gesloten of geopend.
Met het relais en een stroomdraad stuurde hij simpele aan-uitberichten van zijn werk naar zijn nabijgelegen woning. De uitvinding van het relais was een belangrijke stap voorwaarts voor de elektrische technologie. Vanaf nu kon men zonder gevaar op elektrocutie sterkstroomcircuits schakelen.

## Werken
- Contributions to electricity and magnetism (1839)

- Biblioteca Nacional de España: XX4682223
- Bibliothèque nationale de France: cb123174139 (data)
- CiNii: DA02024677
- Gemeinsame Normdatei: 119093839
- International Standard Name Identifier: 0000 0000 8076 4334
- Library of Congress Control Number: n79023046
- Nationale Bibliotheek van Letland: 000314895
- National Archives and Records Administration: 10582817
- Nationale Bibliotheek van Tsjechië: jo2004213788
- Nationale Bibliotheek van Israël: 987007262399705171
- Nederlandse Thesaurus van Auteursnamen: 06870772X
- SNAC: w6x16x2w
- Système universitaire de documentation: 03207459X
- Museum of New Zealand Te Papa Tongarewa: 41195
- Virtual International Authority File: 99489376
- WorldCat: E39PCjDq3HVMj3cGqFtG8g4VkC